# STS-84
إس تي إس-84 (بالإنجليزية: STS-84)‏ الرحلة الرابعة والثمانون ضمن برنامج مكوك الفضاء لوكالة ناسا، والرحلة التاسعة عشر على متن مكوك الفضاء أتلانتيس، انطلقت الرحلة في 15 مايو 1997 من مركز كينيدي للفضاء ، وهبطت بتاريخ 24 مايو في مركز كينيدي للفضاء أيضاً، بعد تسعة أيام وخمس ساعات مكثتها الرحلة في الفضاء، كانت واجهة الرحلة إلى محطة الفضاء مير وتم الالتحام بها في واحدة من مهام برنامج شاتل-مير الأمريكي-الروسي المشترك، بلغ عدد الرواد المشاركين في الرحلة ثمانية رواد من بينهم روسي وفرنسي وبريطاني وخمسة أمريكيين.